# PSR B1937+21
PSR B1937+21 是一颗位于狐狸座的脉冲星，离人类历史上发现的第一颗脉冲星PSR B1919+21仅有数度的距离。PSR B1937+21的命名是根据脉冲星的命名规则而定的：PSR是脉冲星英文pulsar的缩写，1937是指该脉冲星位于赤经19 h 37 m，+21是指其位于赤纬+21°，B意味着赤经赤纬值是归算到历元1950年的值。PSR B1937+21是在1982年由美国天文物理学家唐纳德·贝克和他的合作者所发现的。它是人类历史上发现的第一颗毫秒脉冲星，其自转周期为1.557708毫秒，每秒自转约642圈。这颗不同寻常的毫秒脉冲星自转周期要远远小于天文学家之前估计的脉冲星自转最低极限，无法用已有的理论来解释它的特性，使得人们知道处于双星系统脉冲星可以通过吸积其伴星的物质而使自身的转速不断加快。PSR B1937+21以及之后发现的毫秒脉冲星自转周期都非常稳定（减慢的速率非常慢），可以和原子钟相媲美。PSR B1937+21有一个不寻常的特性，它是少数几颗可以偶然发射出强脉冲的脉冲星中的一颗，这是目前观察到的最明亮的无线电波。PSR B1937+21的这些特点，以及发现过程的未预见性，为脉冲星的相关研究开启了新的窗口。

## 背景

脉冲星示意图

历史上发现的首颗脉冲星PSR B1919+21是在1967年由剑桥大学卡文迪许实验室的研究生乔丝琳·贝尔和她的导师安东尼·休伊什发现的。在脉冲星被发现后不久，弗朗科·帕西尼和托马斯·戈尔德两人独立地指出脉冲星就是快速自转的中子星，是10倍以上太阳质量的恒星死亡时发生超新星爆炸的产物。。脉冲星辐射出的电磁波是由位于其周围高速旋转的磁场中的等离子体相互作用所引起。这种相互作用引起脉冲星的灯塔效应，即辐射只能沿着磁轴方向，从两个磁极区辐射出来。由于中子星的自转轴和磁轴一般并不重合，每当射电波束扫过地球时，就接收到一个脉冲。

## 发现
20世纪70年代末，射电源4C21.53引起射电天文学家的注意，因为它具有异常高的行星际闪烁。行星际闪烁意味着附近有致密的射电源，这表示4C21.53可能就是一个超新星遗迹。但罗塞尔·赫尔斯和约瑟夫·泰勒在1974年利用阿雷西博天文台的射电望远镜进行巡天时曾经观测过这个天区，并没有发现和4C21.53有关的脉冲星。由于没有人能估计到脉冲星的自转周期可能短至毫秒级，因次之后的一些研究小组对这个射电源进行反复观测也始终无法找到相应的脉冲星。于是科学家提出了一系列对4C21.53出现闪烁的新解释，其中有一种解释是4C21.53可能对应一种新类型的天体。
美国天文物理学家唐纳德·贝克和他的合作者在1982年意识到这可能和射电源隐藏的脉冲星自转速度快，超过了仪器接收和测量的敏感度有关。贝克利用阿雷西博射电望远镜和新研制的消色散能力很强的接收机，在观测时不断调整接收机的时间常数，其中包括对极短脉冲周期敏感的常数。他们最初的计划时是先将仪器调到对转速500赫兹以下敏感的波段寻找，如果是这样的话，每秒自转642次的PSR B1937+21将不会这么快就被发现。当时贝克的学生史瑞·库卡尼简化了程序，直接采用0.4毫秒周期的波段，这样的话可以寻找到转速最快为2500赫兹的脉冲星。 1982年11月，贝克宣布寻找到4C21.53对应的脉冲星，它的自转周期为1.558毫秒，远远超过天文学家之前设想的脉冲星自转极限。

## 特征

### 年龄和自转周期减缓
当贝克等人在1982年11月报告他们的发现时，他们指出PSR B1937+21的自转周期正在变慢，每秒钟减速3 × 10-14秒。由于脉冲星靠消耗自转能而弥补辐射出去的能量，因而自转会逐渐放慢。他们使用最初观测到数据，并假定脉冲星的自转一周的极限为0.5毫秒，得出PSR B1937+21的最大年龄约为750岁。之所以选择0.5毫秒做为脉冲星的自转最快极限，是因为这种情况下，脉冲星旋转的离心力和其自身重力是相等的，超过这个极限，脉冲星的固体外壳就会因承受不了离心力而破碎，其具体数值取决于采用哪个中子星状态方程，不同的方程算出的脉冲星自转最快极限值不同，但都在0.3至1毫秒之间，即频率为1000-3000赫兹。可能有一些机制如重力波等阻止脉冲星的自转到达这个极限。 
在其他波段对这颗理论年龄不超过750岁的脉冲星的观测却得出矛盾的结论。这PSR B1937+21附近天区没有发现超新星遗迹，也没有明亮的X射线源。如果PSR B1937+21的确是一个年轻的脉冲星，理应在其附近发现超新星爆发留下的痕迹。年轻的脉冲星理论上应该是非常热，如果这样的话，PSR B1937+21发出的热辐射应该会在X射线波段被观测到。文卡特拉曼·拉达克里希南和G·斯里尼瓦桑以观察不到超新星遗迹为依据，认为PSR B1937+21没有经历过接近理论旋转极限，而是通过吸积其伴星的物质使得自身的角动量增加，导致自身的加速，这个理论目前已经被用来解释毫秒脉冲星的形成机制。他们还提出一个理论估计这种类型脉冲星的减慢速率为每秒减慢1 × 10-19秒。贝克等人在发现PSR B1937+21一个月后通过更深入的观察修正了这颗脉冲星的减慢速率，为自转周期每秒减慢1 × 10-15秒，但后来更精确的观测值为每秒减慢1.05 × 10-19秒，十分接近拉达克里希南等人提出的理论值。目前PSR B1937+21的年龄确定为2.29 × 108年，这个年龄和目前的观测资料相符合。
为PSR B1937+21提供加速能量的伴星现在已经不存在，这使它成为目前已经少数几颗没有拥有恒星级别质量伴星的毫秒脉冲星之一。在毫秒脉冲星旁边发现伴星的现象是可以预计到的，因为伴星是脉冲星加速至毫秒脉冲星的必要条件。但是，毫秒脉冲星无需一直从它的伴星获取物质，而只需在某个时间内进行物质吸积即可，因此现在没有伴星的PSR B1937+21不应被认为是和毫秒脉冲星加速理论相冲突。PSR B1937+21的伴星可能已经提供完所有物质而消失，或受到潮汐力作用而瓦解。

### 脉冲
在PSR B1937+21的一个旋转周期可以观察到两个峰值，即脉冲和中间脉冲，相距接近180°。PSR B1937+21一个比较不寻常的特性是它在一个旋转周期内偶尔可以发射出一些强度更大的脉冲。至1995年，已知拥有这种特性的脉冲星只有PSR B1937+21和蟹状星云脉冲星。而到2006年，在超过1500颗已知超新星中也只发现11颗超新星会发射出大强度的脉冲信号。在PSR B1937+21被发现不久，天文学家就发现它偶尔会发射大强度的脉冲，但由于受到仪器限制，再加上旋转脉冲星旋转速度快，无法观测到这些大强度脉冲单一脉冲信号，这个问题直至20世纪90年代才被解决。近期对这些大强度的脉冲信号的研究发现，它们可以在脉冲和中介脉冲的后沿产生，而且这些强脉冲的持续时间比脉冲星普通脉冲的持续时间要短，只持续10纳秒。这些强脉冲的通量密度比较多变，最高曾发现有6.5×10−22 Wm−2Hz−1 （即6.5×104 Jy）。如此高的通量密度，在加上极短的持续时间，使得PSR B1937+21的亮温度超过5 × 1039 K，使它成为目前观测到最明亮的无线电辐射。实际上，PSR B1937+21是目前已知最明亮的毫秒脉冲星。除了在无线电波段外，PSR B1937+21在X射线波段也可以观测到脉冲信号，也探测有脉冲和中介脉冲两个脉冲峰值。

## 行星系统
在1990年亞歷山大·沃爾茲森发现PSR B1257+12拥有行星后，科学家重新分析PSR B1937+21等超新星的观测数据，看是否能发现类似的行星。1994年，科学家确定PSR B1937+21有一颗距离在2个天文单位以内，质量上限为地球1000倍的行星 。1999年，沃斯赞指出PSR B1937+21发出的脉冲波周期有细微的差别，之前日本人Tokio Fukushima通过分析也相同的结论，这可能是由围绕它旋转的矮行星引起的。经过计算可知，一个类似谷神星大小的矮行星在距离这颗脉冲星2.71天文单位可引起这样的效应，但仍然需要更多的观察数据对这种假设进行验证。
| 成員 (依恆星距離) | 质量        | 半長軸 (AU) | 轨道周期 (天) | 離心率 | 傾角 | 半径 |
| ----------------- | ----------- | ----------- | ------------- | ------ | ---- | ---- |
| b(未确定)         | 0.000158 M⊕ | 2.7         | 1387          | —      | —    | —    |

## 重要性
在2006年每秒自转716次的PSR J1748-2446ad被发现之前，PSR B1937+21一直保持自转最快中子星的头衔。直至2010年，PSR B19371+21依然是已知自转第二快的中子星。这个结果是建立在观测的敏感脉冲周期比发现PSR B1937+21时增大20倍，磁场范围增大100倍的基础上。
做为第一颗被发现的毫秒脉冲星，PSR B1937+21为探究脉冲星、中子星，甚至是解决引力波问题提供了新的“实验室”。例如，毫秒脉冲星快速旋转所需要的高密度和原子核密度相近，通过观测可以知道在如此高密度条件下物质的活动情况。最初发现PSR B1937+21时估计的高减慢率也让人疑惑，因为这意味着引力波探测器可以直接探测到它发出的信号，但实际上信号强度却低于探测器的敏感性。现在普遍接受的观点是每100万年PSR B1937+21的旋转周期频率改变1.5 Hz。 这种稳定性可以和现在最好的原子钟相媲美，因此可以用来当做建立星历的一种工具。
PSR B1937+21的发现促使世界各大无线电观测站对脉冲星进行广泛的调查，以寻找被遗漏的脉冲星，从而重新振兴了当时被很多人认为已经“垂死的”脉冲星天文学。